# 정호빈
정호빈(1969년 4월 8일 ~ )은 대한민국의 배우이다. TV 드라마와 영화에서 활동하고 있다. <첼로 - 홍미주 일가 살인사건>, 옴니버스 영화 사랑은 쉬지 않는다 등에 출연했다. 그가 특히 대중들에게 널리 얼굴을 알린 것은 높은 시청률을 기록하며 화제가 되었던 KBS2 드라마 《꽃보다 남자》에서 정상록 실장이란 비서관 역을 맡은 이후이다. 곧이어 역시 높은 시청률을 기록한 MBC 드라마 《선덕여왕》에서 카리스마 있는 화랑도의 수장 '문노'역을 맡아 시청자들에게 깊은 인상을 남겼으며 2010년 11월부터 2011년 9월까지 방송하였던 MBC 일일시트콤 《몽땅 내 사랑》에서는 김 집사 역을 맡았으며 '까도집' (까칠한 도시의 집사)라고 불리기도 하였다.
그밖에 SBS 드라마 《올인》에서는 마피아 보스의 오른팔인 정준일 역을 맡았고 영화 《태극기 휘날리며》에서는 인민군 장교, 《우리 형》에서는 악랄한 사채업자 영춘 등을 맡았다. 주연을 맡지는 않았으나 인기를 끌었던 다수의 드라마와 영화에서 다양한 역을 맡아 연기활동을 해왔다.

## 연기 활동

### 영화
- 2001년 《세이 예스》 - 경찰 역
- 2001년 《친구》 - 은기 역
- 2002년 《예스터데이》 - 분대원신 역
- 2002년 《4발가락》 - 쑤시개 역
- 2003년 《나비》 - 돌배 역
- 2003년 《블루》 - 최 상사 역
- 2004년 천만영화 《태극기 휘날리며》 - 인민군 장교 역
- 2004년 《까불지마》 - 야수 역
- 2004년 《내 여자 친구를 소개합니다》 - 신창수 역
- 2004년 《우리 형》 - 영춘 역
- 2005년 《가문의 위기》 - 조광기 역
- 2005년 《무영검》 - 야율철라 역
- 2005년 《동그라미》 - 남편 역
- 2005년 《첼로 - 홍미주 일가 살인사건》 - 준기 역
- 2006년 《형제》
- 2007년 《사랑은 쉬지 않는다》
- 2008년 《무림여대생》 - 흑봉 역
- 2010년 《아이리스: 더 무비》 - 강철환 역
- 2011년 《아테나: 더 무비》 - 강철환 역
- 2012년 《R2B: 리턴투베이스》 - 강성열 역
- 2013년 《동창생》 - 북두성 역
- 2013년 《친구 2》 - 은기 역
- 2014년 《조선미녀삼총사》 - 조유식 역
- 2015년 《강남 1970》 - 양기택 역
- 2015년 《극비수사》 - 서정학 역
- 2019년 《크게 될 놈》 - 중년 기강 역 (특별출연)
- 2022년 《공기살인》 - 부장검사 역

### 드라마
- 2003년 SBS 대기획 《올인》 ... 정준일 역
- 2003년 MBC 미니시리즈 《남자의 향기》 ... 오상원 역
- 2004년 SBS 미니시리즈 《2004 인간시장》 ... 일본 야쿠자 두목 역
- 2005년 KBS2 미니시리즈 《부활》 ... 이정무 역
- 2006년 MBC 대하드라마 《주몽》 ... 우태 역
- 2007년 MBC 미니시리즈 《히트》 ... 한상민 역 (특별출연)
- 2007년 SBS 아침연속극 《사랑하기 좋은 날》 ... 이진국 역
- 2007년 MBC 미니시리즈 《개와 늑대의 시간》 ... 천 회장 역
- 2008년 MBC 미니시리즈 《누구세요?》 ... 윤후진 역
- 2008년 SBS 미니시리즈 《떼루아》 ... 강정태 역
- 2009년 KBS2 미니시리즈 《꽃보다 남자》 ... 정상록 역
- 2009년 MBC 대하드라마 《선덕여왕》 ... 문노 역
- 2009년 SBS 드라마스페셜 《태양을 삼켜라》 ... 백 실장 역
- 2009년 KBS2 미니시리즈 《아이리스》 ... 강철환 역
- 2010년 KBS2 미니시리즈 《추노》 ... 신장군 역
- 2010년 SBS 드라마스페셜 《산부인과》 ... 윤서진 역
- 2010년 MBC 드라마넷 《별순검 시즌 3》 ... 신정후 역
- 2010년 MBC 일일시트콤 《몽땅 내 사랑》 ... 김 집사 역
- 2010년 SBS 미니시리즈 《아테나: 전쟁의 여신》 ... 강철환 역
- 2011년 SBS 월화드라마 《무사 백동수》 ... 임수웅 역
- 2011년 KBS2 미니시리즈 《포세이돈》 ... 정도영 역
- 2011년 ~ 2012년 OCN 금요드라마 《특수사건 전담반 TEN》 ... 정의석 역 (우정출연)
- 2012년 MBC 대장경 천년 특별기획 《무신》 ... 송길유 역
- 2012년 KBS2 미니시리즈 《적도의 남자》 ... 문태주 역
- 2012년 KBS2 미니시리즈 《전우치》 ... 부원군 김광희 역
- 2013년 SBS 월화드라마 《야왕》 ... 석태일 역
- 2013년 MBC 일일연속사극 《구암 허준》 ... 안광익 역
- 2014년 KBS2 수목드라마 《감격시대: 투신의 탄생》 ... 왕백산 역
- 2014년 TV조선 금토드라마 《불꽃 속으로》 ... 앨런 키신저 역
- 2018년 SBS 월화드라마《서른이지만 열일곱입니다》 ... 조직위원장 역 (특별출연)
- 2018년 tvN 월화드라마 《백일의 낭군님》 ... 윤부전 역 (특별출연)
- 2019년 MBN 수목드라마 《우아한 가》 ... 주형일 역
- 2023년 KBS2 대하드라마 《고려 거란 전쟁》... 유방 역
- 2024년 KBS2 월화드라마 《멱살 한번 잡힙시다》... 공준호 역
- 2025년 KBS2 수목드라마 《남주의 첫날밤을 가져버렸다》... 정문석 역

### 연극
- 2010년 《베니스의 상인 - 부산》 ... 안토니오 역